# Orthacanthus
Orthacanthus (лат.) — род вымерших хрящевых рыб, похожих на акул, из семейства Diplodoselachidae отряда ксенакантообразных. Некоторые систематики выделяют род в монотипическое семейство Orthacanthidae Heyler & Poplin, 1989.
По внешнему виду напоминали современных угрей. Отличительной особенностью являлся длинный спинной плавник. В длину достигали 3 метров. Мощные челюсти были покрыты двойным рядом зубов.
Были пресноводными хищниками. Обитали в реках и болотах Северной Америки, Европы и Азии с девонского по меловой периоды (407,6—66,0 млн лет назад).

## Классификация
По данным сайта Paleobiology Database, на апрель 2020 года в род включают 10—18 вымерших видов:
- Orthacanthus buxieri Heyler & Poplin, 1989
- Orthacanthus compressus (Newberry, 1856) [syn. Didymodus compressus (Newberry, 1856), Diplodus compressus Newberry, 1856, Diplodus gracilis Newberry, 1856, Diplodus latus Newberry, 1856, Diplodus penetrans Dawson, 1868, Dittodus compressus (Newberry, 1856), Pleuracanthus compressus (Newberry, 1856), Dittodus gracilis (Newberry, 1856), Dittodus latus (Newberry, 1856), Dittodus penetrans (Dawson, 1868)]
- Orthacanthus donnelljohnsi Johnson & Thayer, 2009
- Orthacanthus gibbosus (Agassiz, 1843) [syn. Diplodus gibbosus Agassiz, 1843, Dittodus gibbosus (Agassiz, 1843)]
- Orthacanthus gracilis Newberry, 1875
- Orthacanthus milleri Agassiz, 1843typus
- Orthacanthus minor Agassiz, 1843
- Orthacanthus platypternus Cope, 1884 [syn. Diacranodus platypternus (Cope, 1884), Didymodus platypternus (Cope, 1884)]
- Orthacanthus pustulosus Agassiz, 1843
- Orthacanthus texensis Cope, 1888
- ? Diplodus acinaces Dawson, 1860 [syn. Dittodus acinaces (Dawson, 1860)]
- ? Diplodus minutus Agassiz, 1843
- ? Diplodus parvulus Traquair, 1881
- ? Diplodus problematicus Woodward, 1892 [syn. Doliodus problematicus (Woodward, 1892)]
- ? Diplodus tenuis Woodward, 1889
- ? Dittodus lucasi Hay, 1900
- ? Dittodus priscus (Eastman, 1899) [syn. Diplodus priscus Eastman, 1899]
- ? Dittodus striatus (Eastman, 1899) [syn. Diplodus striatus Eastman, 1899]